# يانيك ستوبيرا
يانيك ستوبيرا (9 يناير 1961

 في تروا) (بالفرنسية: Yannick Stopyra)‏ لاعب كرة قدم فرنسي معتزل كان يجيد اللعب في مركز المهاجم .
لعب ستوبيرا في أندية سوشو (1979-1983) رين (1983-1984) تولوز (1984-1988) بوردو (1988-1989) كان (1989-1991) ميتز (1991-1992) مولهاوس (1992-1994) .
شارك ستوبيرا مع منتخب فرنسا في 33 مباراة دولية مسجلا 11 هدف في الفترة من 1980 إلى 1988 . تم استدعائه للمشاركة في بطولة كأس العالم لكرة القدم 1986 التي أقيمت في المكسيك . شارك بديلا في المباراة الأولى أمام منتخب كندا التي انتهت بالفوز 1/0 ثم شارك أساسيا أمام منتخب الاتحاد السوفييتي التي انتهت بالتعادل 1/1 ثم شارك أساسيا مجددا أمام منتخب المجر واستطاع تسجيل الهدف الأول في الدقيقة 29 حيث انتهت المباراة بالفوز 3/0 . في الدور الثمن النهائي شارك أساسيا أمام منتخب إيطاليا حامل اللقب واستطاع تسجيل الهدف الثاني في الدقيقة 57 وبالتالي تحقيق نتيجة الفوز 2/0 ثم واصل اللعب أساسيا أمام منتخب البرازيل في الدور الربع النهائي وبعد انتهاء الوقتين الأصلي والإضافي بالتعادل 1/1 تقدم ستوبيرا لتنفيذ ركلة الجزاء الأولى بنجاح لتنتهي بالفوز 4/3 ثم شارك أساسيا في الدور النصف النهائي أمام منتخب ألمانيا الغربية ولكنه لم يستطع فعل شيء وانتهت المباراة بالخسارة 0/2 ثم غاب عن مباراة تحديد صاحب المركز الثالث التي انتهت بالفوز على منتخب بلجيكا 4/2 .

## روابط خارجية
- يانيك ستوبيرا على موقع الاتحاد الدولي (مؤرشف)  (الإنجليزية)
- يانيك ستوبيرا على موقع الاتحاد الأوربي (الإنجليزية)
- يانيك ستوبيرا على موقع قاعدة بيانات كرة القدم.إي يو (الإنجليزية)
- يانيك ستوبيرا على موقع ليكيب (الفرنسية)
- يانيك ستوبيرا على موقع ناشيونال فوتبول تيمز (الإنجليزية)
- يانيك ستوبيرا على موقع Soccerway.com (الإنجليزية)
- يانيك ستوبيرا على موقع عالم كرة القدم.نت (الإنجليزية)